# Орден Орла Грузії
Орден орла і безшовна туніка Господа нашого Ісуса Христа (груз. საქართველოს არწივისა და უფლისა ჩვენისა იესო ქრისტეს უკერველი კვართის) широко відомий як Орден Грузинського Орла (OEG) — найвищий лицарський орден, який нагороджується кронпринцем Давидом Багратіоном-Мухранським, великим магістром ордена та претендентом на трон Грузії. Принц Давид став спірним главою королівського дому Багратіоні та великим магістром ордена після смерті його батька, принца Георгія (Хорхе) Багратіона-Мухранського.

## Історія ордену
За легендою орден заснувала грузинська цариця Тамара, а його сучасна історія починається з моменту його відновлення в Італії князем Іраклієм Багратіоном-Мухранським в 1939 році як найвищий з Орденів Дому династії Багратіоні.
Назва ордена відноситься до священної туніки, яку Ісус Христос одягав під час смерті. Згідно з легендою, реліквія була розіграна римськими солдатами, а потім була доставлена до Грузії, збережена та похована в соборі Светіцховелі поряд із знаками розрізнення колишніх царів Грузії.
У 1942 році князь Іраклій Багратіон-Мухранський був обраний президентом Союзу грузин-традиціоналістів, які були віддані відновленню вільної Грузії під конституційною монархією.
Після його смерті в 1977 році принца Іраклія змінив його претензії його первісток, принц Хорхе Багратіон, який нагороджував орденом лише в межах своєї родини до 2001 року, коли він вирішив надати поступки за переваги, заслуги та/або службу. королівському дому та народу Грузії. Після 2003 року принц Хорхе дав нову конституцію Ордену, встановивши його поточні умови.
Під час великого магістерства принца Хорхе до ордену увійшли знатні особи зі шляхетства та королівської сім'ї.
У 1991 році повідомлялося, що грузинський парламент визнав принца Хорхе Багратіона з Мухрані главою королівського дому Багратіоні, але інші заперечують його твердження. У 1995 році принц Хорхе відвідав Грузію та зустрівся з президентом Грузії Едуардом Шеварднадзе, який заявив принцу Хорхе: «Мій Господи, ви перебуваєте на своїй батьківщині, яка потребує королівської родини, щоб зберегти свою єдність».
Через тривале заслання Мухрані в Іспанії багато членів Ордену є іспанцями. Орден виділений у списку відомих орденів на веб-сайті Blasones Hispanos, Ordenes Dinasticas.
Син принца Хорхе, принц Давид, повернувся до Грузії в 2008 році, через рік після того, як патріарх Грузії Ілія II, який є кавалером Великого коміра ордена Орла Грузії, закликав до відновлення грузинської монархії. Давид отримав громадянство, а через рік одружився з принцесою Анною, дочкою генеалогічно молодшої гілки Гразінського Браграціона, які були суперниками на неіснуючий грузинський трон. Принцеса Анна сама була дамою Ордену. Шлюб викликав широкий інтерес до відродження конституційної монархії. Королівське подружжя розлучилося в 2013 році, а їхній син, принц Георгі, був кавалером Великого нашийника Ордену від народження.
У 2017 році герцог і герцогиня Глостерські «отримали Велику комір Ордена Орла Грузії від імені Її Величності Королеви Єлизавети IIA на честь її 90-річчя».
Орден визнається династичним (нецарюючим) лицарським орденом. У Перстві Берка він зазначений як Орден, «заснований королівськими претендентами у вигнанні». Міжнародна комісія з лицарських орденів описує його як «новий лицарський інститут, заснований главою колишньої правлячої династії». Августівське товариство відзначає це як неправлячу династичну честь.

## Великі магістри ордена

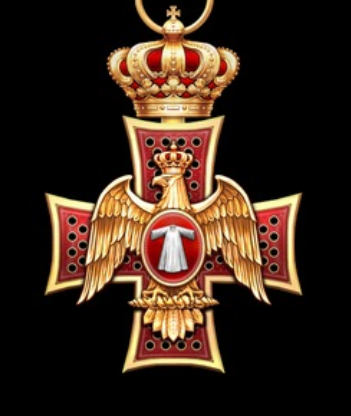
Нагрудний знак ордена

- Іраклій Багратіон-Мухранський (1939—1977)
- Хорхе Багратіон-Мухранський (1977—2008)
- Давид Багратіон-Мухранський (2008–тепер)

## Ступені ордена
Орден Орла Грузії складається з таких ступенів:
- Кавалер Великого хреста з коміром
- Великий хрест лицаря/дами
- Лицар великий офіцер
- Лицар/Дама-Командор
- Лицар-офіцер
- Лицар / Дама

## Одержувачі
Відомі одержувачі ордена з 1939 року частково включали:
- Королева Великобританії Єлизавета II[21][22]
- Король Італії Умберто II
- Болгарський цар Борис III
- Король Тонги Георг Тупо V
- Король Албанії Лека
- Великий князь російський Володимир Кирилович
- Наслідний принц Чорногорії Микола
- Принц Хайме де Борбон, герцог Анжу і Сеговії
- Некла Султан, принцеса Єгипту та принцеса Османської імперії[23]
- Принцеса Нілюфер Ханімсултан[23]